# Larequi
Larequi es un lugar español, hoy día despoblado, del municipio de Urraúl Alto, perteneciente a la Comunidad Foral de Navarra.

## Toponimia
El nombre del lugar se ha escrito tradicionalmente Larequi en español. En euskera se pronuncia igual y se escribe Lareki. La etimología del nombre se desconoce.

## Historia
Consta la existencia del lugar desde 1427.
Hacia mediados del siglo XIX, el lugar, ya por entonces perteneciente a Urraúl Alto, tenía contabilizada una población de 44 habitantes. Aparece descrito en el décimo volumen del Diccionario geográfico-estadístico-histórico de España y sus posesiones de Ultramar de Pascual Madoz con las siguientes palabras:

LAREGUI [sic]: l. del ayunt. del valle de Urraul-alto, prov. y c. g. de Navarra, aud. terr. y dióc. de Pamplona (6 leg.), part. jud. de Aoiz (1 1/2): sit. en una pequeña llanura al pie de una montaña que le domina por N.: clima templado, tiene 3 casas de construccion ordinaria de cal y canto, igl. parr. (San Bartolomé) de entrada, servida por un cura de provision de los vec., estos se surten para beber y demas usos de una fuente que hay á 200 pasos del pueblo. Su térm. se estiende una leg. de N. á S., y 1/2 de E. á O., y confina N. Chastoya; E. Ozcoydi; S. Uli y Jaberri. El terreno es secano y poco fértil; le cruza un riach. que baja; cria arbustos de robles y pinos, y buenas yerbas. caminos: de travesía y en mal estado. El correo se recibe de Aoiz. prod.: trigo, avena, cabada, vino y patatas; mantiene ganado lanar y vacuno, y hay caza de perdices y liebres. pobl.: 9 vec., 44 almas. riqueza con el valle. (V.)
(Madoz, 1847, p. 83)

Oficialmente consta deshabitado desde 1959, aunque una de sus viviendas permaneció posteriormente semihabitada. En 2023, la entidad singular de población tenía empadronados 0 habitantes.

## Patrimonio
Entre sus ruinas se encuentra la iglesia de San Bartolomé.